# Avia BH-12
Avia BH-12 bylo dvousedadlové sportovní letadlo postavené v Československu v roce 1924, jako poslední člen vývoje řady Avia BH-9, která měla své kořeny v prvním výrobku letadel Avia, v letounu BH-1 (1920). Byl to vyztužený dolnoplošník jako speciální verze pro sportovní a turistické létání. Byl vyroben společností Avia, Miloš Bondy a spol., továrna na letadla, Praha-Holešovice.

## Vznik a vývoj
Rok 1924 byl pro Avii velmi plodný, vedle výroby BH-9, BH-10 a BH-11 vznikl nový sportovně-turistický dvoumístný letoun, který vycházel z konstrukce předchozí BH-11. Sportovní letadlo Avia BH-12 bylo zalétáno 15. června 1924 (imatrikulace mu byla udělena o 3 dny dříve) a bylo určeno především pro turistiku i proto, že bylo lehčí než předchozí dvousedadlové Avie. Přistávací rychlost 50 km/h měla zvýšit bezpečnost přistání. Letoun BH-12 se vyznačoval tím, že se profil křídla směrem k trupu zužoval jen nepatrně. U tohoto letadla zůstal opět osvědčený motor Walter NZ-60 a navíc schopnost sklapovat křídlo podél trupu směrem dozadu. Celkem však toto letadlo, které zůstalo jen v prototypu, žádných úspěchů nedosáhlo.

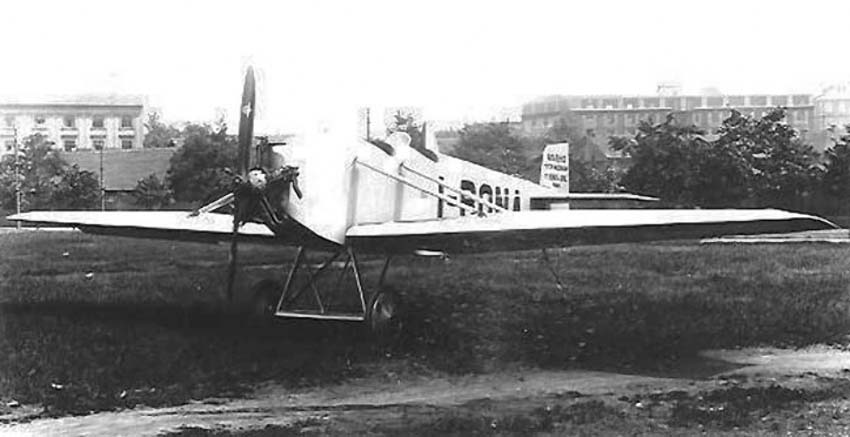
Avia BH-12

BH-12 byl jen jedním z mnoha prototypů, které vznikly v Avii v roce 1924. K nim se řadí také četné projekty, které z toho či onoho důvodu zůstaly jenom na papíře. Většinou proto, že pro jejich realizaci nebylo dost prostředků. Takovým projektem byl na příklad dopravní jednoplošník BH-14, který měl s motorem Lorraine Dietriech o výkonu 450 k nést deset cestujících a dva piloty. Jeho celkové tvary měly odpovídat známým již jednoplošníkům BH. Stejný motor měl dostat i vojenský stíhací stíhací dolnoplošník BH-15 pro dva muže posádky.
Za pokračovatele BH-12 lze tedy označit sportovní letoun Avia BH-16 (zalétán 18. června 1924), který se ale rovněž příliš nerozšířil. Byly vyrobeny pouze 2 prototypy. Přesto bylo možné vidět jej v pozdějších letech s imatrikulací L-BOND na různých leteckých akcích. Avii BH-16 koupil ing. Vladimír Šimůnek, vojenský pilot (bratr Bohuslava Šimůnka, oba zkonstruovali a postavili letoun VBŠ Kuňkadlo), a létal s ním při různých veřejných příležitostech. Později od roku 1932 po získání osvědčení o letové způsobilosti létala BH-16 i s imatrikulací OK-AVS.

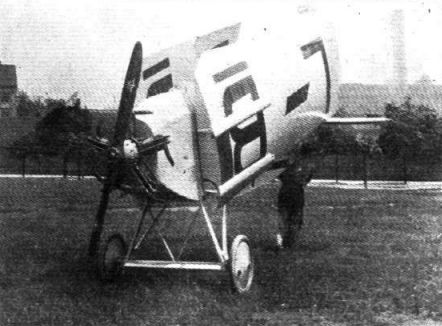
Avia BH-12 se sklopenými křídly a "ručním" potahem (Flight, 06-1924)

## Popis letounu
Byl to jednomotorový dvoumístný celodřevěný vzpěrový dolnoplošník s pevným podvozkem a zadní ostruhou. Letoun BH-12 měl shodné tvary se svým předchůdcem, sportovním letounem BH-11. Od BH-11 byl letoun jen těžko k rozeznání, navíc však BH-12 měla sklopné křídlo podél trupu a lišila se i jiným uspořádáním tloušťky profilu po rozpětí křídla. Letoun byl tedy navržen tak, aby více vyhovoval potřebě sportovního letadla. Se sklopeným křídlem bylo letadlo transportovatelné na přívěsu za autem a nebo za motocyklem popřípadě dokonce táhnout ručně, jak je vidět na fotografii.
Co se vnějšího vzhledu týče, prakticky se nijak nelišil o standardních Avia BH-11 až na jiný profil křídla a možnost sklápění křídla. Do žádné soutěže nebo závodu tento letoun nikdy nenastoupil, ani do soutěže v Bruselu. Předchozí typ BH-11 byl natolik dobrým strojem, že výroba dalšího, podobného speciálu by byla zbytečná.

## Použití
Byl vyroben pouze jeden prototyp, který využívala pro demonstrace továrna Avia. BH-12 byla vlastně jedinou dnes již zapomenutou „boskou“ vyvinutou jako speciální sportovní a turistické letadlo. Byla postavena původně pro obhajobu pohárů v Belgii. Zděnek Lhota se zúčastnil ve dnech 30. června a 1. srpna 1923 na sportovním letadle BH-5 (L-BOSA) mezinárodních závodů turistických letadel v Bruselu, kde se umístil jako první. Získal tak putovní "Pohár belgického krále" (Copa du Roi des Belges) a cenu pro turistiku belgického Aeroklubu. Výjimečnost celého závodu pak podtrhl i král Albert I., který osobně předal Lhotovi vítězný pohár.
Továrna Avia vkládala do BH-12 mnoho nadějí, ale letoun nakonec zcela zapadl. Avia se soustředila na svoji sportovní propagaci pomocí klasických BH-11.
Letoun byl imatrikulován 12. června 1924 s označením L-BONA. Zůstal v československém leteckém rejstříku s touto imatrikulací až do 23. února 1931, kdy byl z rejstříku vymazán.

## Uživatelé
- Československo
  - Avia, Miloš Bondy a spol., továrna na letadla, Praha-Holešovice

## Specifikace

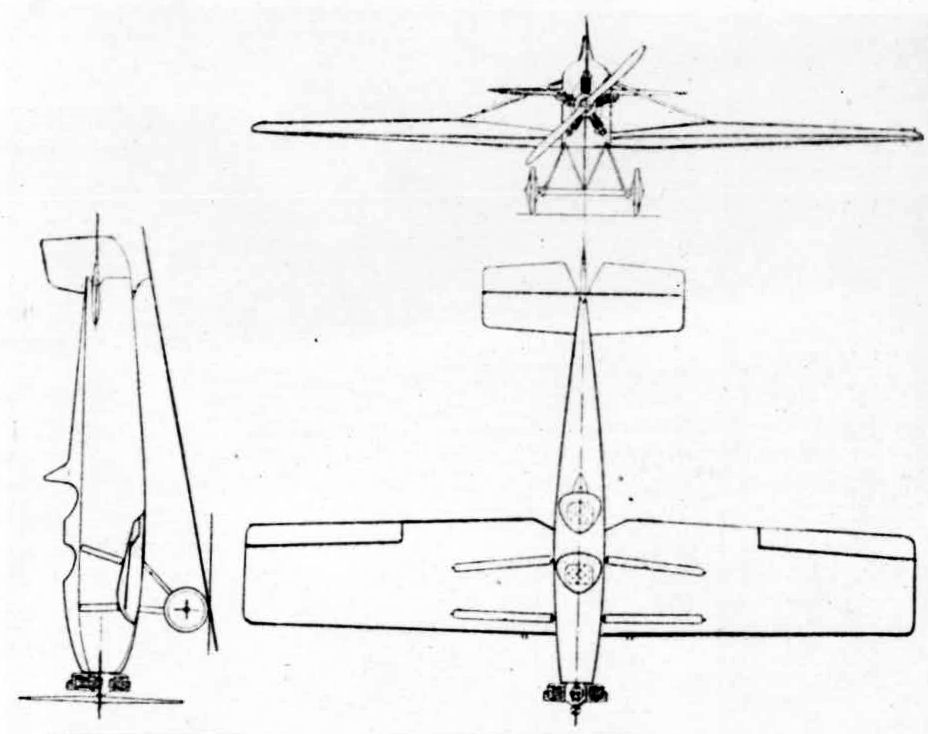
Avia BH-12, skica

Data podle

### Technické údaje
- Posádka: 2
- Rozpětí: 9,77 m
- Délka: 6,34 m
- Výška: 2,52 m
- Nosná plocha: 13,60 m2
- Plošné zatížení: 40,50 kg/m2
- Hmotnost prázdného letounu: 320 kg
- Vzletová hmotnost: 550 kg
- Pohonná jednotka: 1× pístový, hvězdicový vzduchem chlazený pětiválcový motor Walter NZ-60
  - maximální, vzletový výkon: 75 k (55 kW) při 1750 ot/min
  - jmenovitý, nominální výkon: 60 k (44 kW) při 1400 ot/min
- Vrtule: dvoulistá dřevěná s pevným nastavením

### Výkony
- Maximální rychlost: 155 km/h
- Cestovní rychlost: 138 km/h
- Dostup: 4 500 m
- Dolet: 520 km
- Stoupavost: do 2000 m 10 minut